# Ampsivari

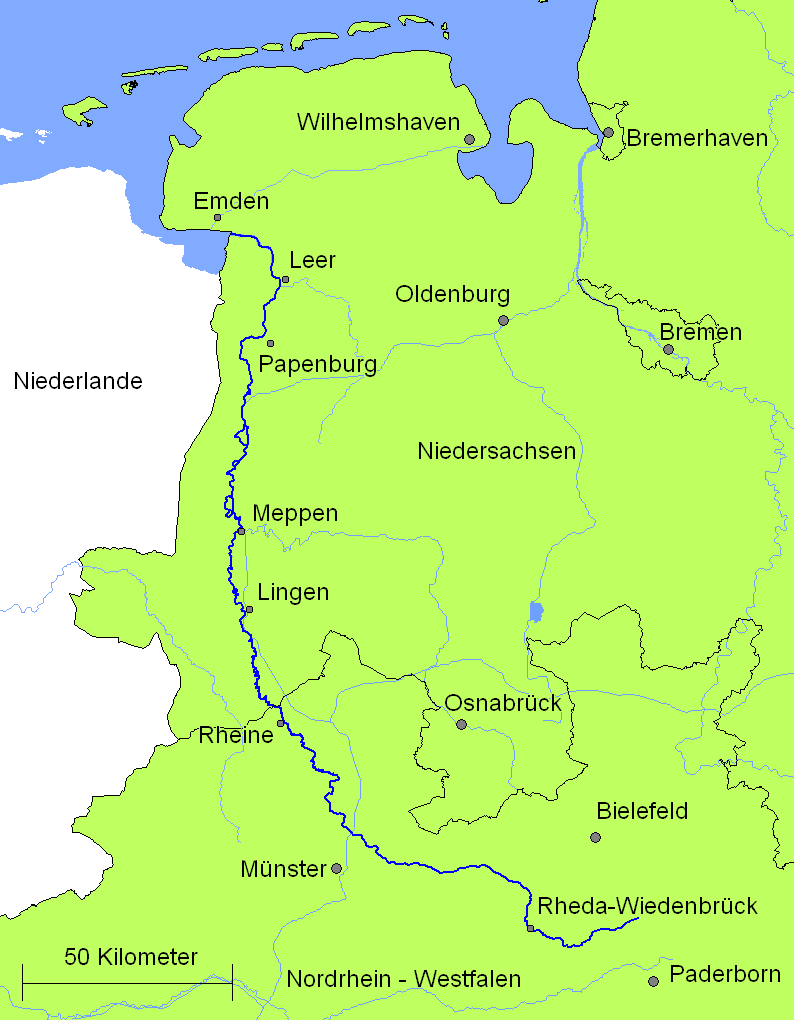
Basso Ems

Gli Ampsivari furono una tribù germanica citata da antichi autori. Erano originariamente stanziati a metà del corso del fiume Ems, che sfocia nel mare del Nord, sull'attuale confine tra Germania e Paesi Bassi. Per la precisione abitavano l'area compresa tra i Bructeri minori (situati sul delta dell'Yssel) ed i Bructeri maggiori che vivevano più a sud, alle sorgenti dell'Ems.

## Etnonimo
Si crede che il nome sia un adattamento latino del termine germanico "Ems-werer", che significa "uomini dell'Ems". La ricostruzione della posizione delle altre tribù ha permesso di situare gli Ampsivari nel basso Ems. Infatti almeno due moderne città ne prendono il nome: Emden (Germania) e Emmen (Paesi Bassi).

## Storia

### Tacito
Il primo racconto che abbiamo a disposizione su questa tribù è molto prossimo alla loro estinzione. Tacito nei suoi Annales (capitolo 13.54,56) parla del triste destino degli uomini dell'Ems, che arrivarono alla fine per essersi rifiutati di accettare un'identità più grande di quella di semplice tribù; ovvero, diventare parte di una nazione. Il problema nacque dal loro rifiuto di aiutare Arminio nel suo attacco a sorpresa a tre legioni romane nella battaglia della foresta di Teutoburgo, nell'anno 9. Le tribù che lo fecero divennero in seguito alleati dei Franchi e dei Sassoni.
In seguito subirono un attacco dei Cauci nel 58 che li costrinse ad abbandonare le loro terre. Divennero profughi, ospiti di varie tribù nella Germania occidentale. Nel frattempo l'esercito romano aveva ripulito il basso Reno, che gli Ampsivari stavano usando nel ruolo di uomini senza terra, girovagando tra Germania e Belgio. I Romani decisero di fermare l'espansione imperiale sul Reno.
I Frisi interpretarono male questa inattività. Credettero alle voci che giravano, in base alle quali all'esercito romano sarebbe stato comandato di non muovere battaglia contro di loro. A causa di questa incomprensione occuparono alcuni terreni lungo il Reno, e gli venne intimato in qualche modo (non si sa di preciso come) di andarsene. Essi si rifiutarono ed una truppa di cavalleria romana li spazzò via.
A questo punto gli Ampsivarii fecero un'offerta per la terra, presentando una richiesta ufficiale al comandante romano della regione. Il loro capo, Boiocalus, avendo personalmente rifiutato l'alleanza con Arminio (passando del tempo in prigione per questo, e servendo in seguito Roma) ricevette lo status di "amico di Roma". La trattativa si inasprì, ma Tacito non ne precisa il motivo. I Romani divennero insistenti sul meliorum imperia, l'"autorità dei migliori", che sembra implicare che gli Ampsivari siano stati invitati a farsi assorbire dai Romani.
In privato Boiocalus venne informato che, come ricordo dell'amicizia cinquantennale, i campi sarebbero stati in questo caso loro concessi. Non è chiaro se Boiocalus abbia proposto un diverso trattato di pace, o se la subordinazione fosse il prezzo di un dono fatto alla tribù. In ogni caso Boiocalus rifiutò l'offerta dei terreni che l'avrebbe reso un traditore. L'offerta rifiutata da Boiocalus fu l'ultima fatta agli Ampsivari.
A questo punto formarono un'alleanza difensiva con Tencteri e Bructeri, due delle maggiori tribù che in seguito diedero vita ai Franchi, ma questa alleanza precipitosa era troppo limitata, e fatta troppo di fretta. I Romani invasero le terre dei Tencteri e minacciarono di annichilirli. L'alleanza venne sciolta, i Romani si ritirarono dalla loro terra, e gli Ampsivarii tornarono da soli. Avendo rifiutato tutte le alleanze nei momenti critici, ora si trovavano tutti contro.
Risalirono il Reno, ospitati da qualche tribù, resistendo alle altre, finché i guerrieri furono tutti morti. I sopravvissuti vennero distribuiti come praeda, bottino, ovvero nel ruolo di schiavi, a varie tribù. Per questo motivo la loro identità non apparve mai negli scritti di Tolomeo.

### Sulpicio Alessandro
Il nome del popolo appare nei lavori di uno storico di tribù germaniche, Sulpicio Alessandro, i cui scritti sono andati tutti persi tranne le citazioni raccolte da Gregorio di Tours. In una di queste citazioni gli Ampsivari appaiono pochi secoli dopo la sconfitta raccontata da Tacito. Secondo Sulpicio un generale romano di origini franche, Arbogaste (morto nel 394), attaccò i Franchi lungo il Reno portando qualche devastazione. Un gruppo di Catti e di Ampsivarii guidati da Marcomero venne notato su una collina distante, ma i due nemici non ingaggiarono battaglia. Le circostanze implicano che alcuni Ampsivari abbiano trovato rifugio tra i Catti mantenendo una propria identità tribale.

### Notitia dignitatum

Motivo dello scudo Ampsivari. Secondo il Notitia dignitatum esisteva una auxilia palatina sotto il comando del magister peditum

Poco dopo la morte di Arbogaste, l'imperatore Onorio aveva poco tempo da dedicare ai Franchi, visto che l'Italia stava subendo l'invasione dei Goti. Onorio fu l'imperatore che, di fronte alla richiesta britannica di aiuto contro gli invasori Anglosassoni, rispose che avrebbero dovuto vedersela da soli. Il Notitia dignitatum, che elenca le unità romane con le relative discendenze araldiche, indicava i Franchi come popolo assorbito dai Romani sotto forma di ausiliari. Anche un'unità di Ampsivari, una auxilia palatina, fece la sua comparsa tra le file dei Romani.